# Siltito

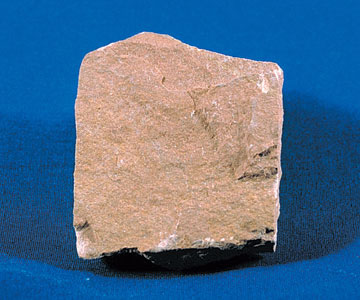
Amostra de siltito.

Siltito é uma rocha sedimentar clástica formada pela deposição e litificação de sedimentos com grãos de tamanho silte, intermediário entre os tamanhos areia e argila. É composta principalmente por quartzo, feldspato, mica e argila. O Siltito apresenta em sua composição potássio, silício, magnésio e traços de outros 70 elementos. Os siltitos diferem significativamente dos arenitos, devido aos seus poros menores e maior propensão a conter uma fração significativa de argila. Embora muitas vezes confundidos com folhelhos, os siltitos não possuem as laminações e fissibilidade típicas dos folhelhos.

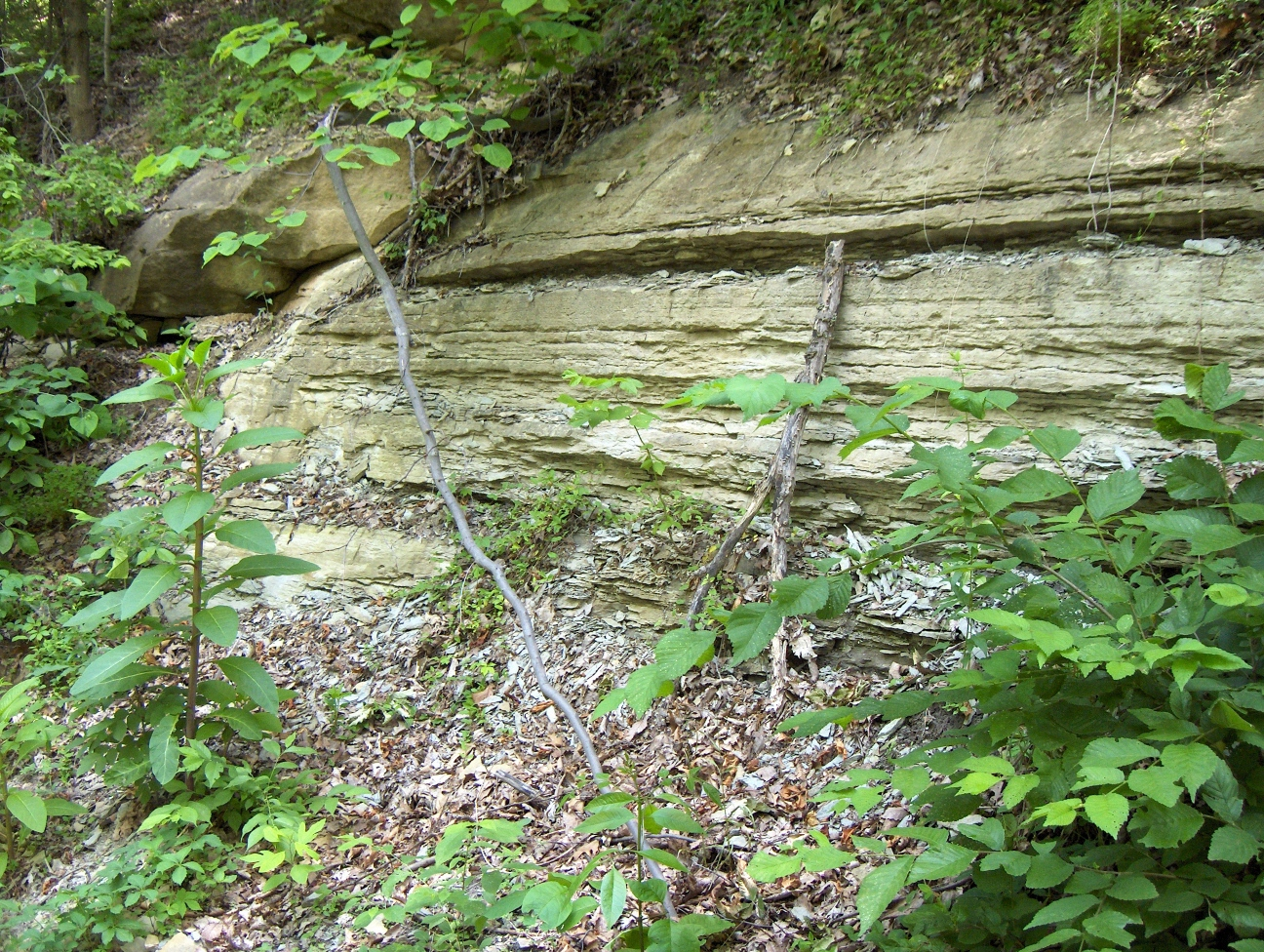
Camada de siltito em Louisville, Kentucky